# Daihatsu Midget
Daihatsu Midget — серия автомобилей особо малого класса, выпускавшихся японским автопроизводителем Daihatsu. Несколько различных транспортных средств носили название Midget на протяжении многих лет, но все они имели общий одноместный или двухместный утилитарный дизайн, с закрытой или полузакрытой кабиной.

## Первое поколение (DK/DS/MP; 1957—1972)

### DK/DS
DKA Midget, представленный в августе 1957 года, отличался тремя колёсами, одним сиденьем, кабиной без дверей и рулевым управлением. Он оснащался одноцилиндровым двухтактным двигателем с воздушным охлаждением (ZA) объёмом 250 см3, мощностью 5,9 кВт (8 л. с.). В августе 1959 года модель DKA была заменена моделью DSA с кабиной с дверями и двигателем ZA мощностью 7,4 кВт (10 л. с.). Грузоподъёмность увеличена с 300 до 350 кг. Модель DK появляется в фильме «Мой сосед Тоторо» (1988).
Также выпускались редкие двухместные варианты DSAP и фургоны DSV.

### MP
В октябре 1959 года в Японии был представлен MP2 Midget — вариант с такими функциями, как рулевое колесо, двери и сиденья для двоих. Эта модель уже продавалась в США с апреля 1959 года под индексом MPA (Daihatsu Trimobile). Например, такие компании, как Boeing и Lockheed, использовали данные модели на своих заводах. Автомобили приводились в движение одноцилиндровым двухтактным двигателем (ZA) мощностью 7 кВт (10 л. с.). В начале 1960-х годов модель DSA продолжала выпускаться наряду с MP. Также существовали панельные фургоны.
Вскоре в конструкцию MP были внесены последующие изменения, в результате чего была создана модель MP3 с двигателем ZD объёмом 305 см3, мощностью 9 кВт (12 л. с.). В мае 1960 года была презентована модель MP4, длина которого увеличена на 200 мм. С августа 1961 года двери включали в себя треугольное вентиляционное окно и хромированную боковую полосу. В сентябре 1962 года дебютировала модель MP5 с длиной, увеличенной до 2970 мм, и грузовым отсеком, увеличенным на 100 мм (в общей сложности — до 1260 мм).
К 1972 году было выпущено 336534 единицы.
За пределами Японии Midget I продавался под марками Bajaj, Tri-Mobile или Bemo. В 1959 году продажи Daihatsu Midget были начаты в Таиланде, а позже — в Индонезии, Пакистане и многих других странах.
В Таиланде Midget MP4 выпускается под названиями Chinnaraje Midget (в Чиангмае) и TukTuk Midget MP4 (в Бангкоке). Midget MP5 выпускается компанией TukTuk (Thailand) Co., Ltd. в Бангкоке.

## Второе поколение (K100; 1996—2001)
Daihatsu Midget II выпускался с 1996 по 2001 год. Привод — задний. С 1996 по сентябрь 1999 года Midget II оснащался карбюраторным трёхцилиндровым двигателем EF-CK объёмом 660 см3, мощностью 31 л. с. В 1999—2001 годах автомобиль оснащался трёхцилиндровым двигателем EF-SE с электронным впрыском топлива объёмом 660 см3, мощностью 33 л. с. Комплектации: B Type, D Type, R Type и R Type limited. Пикапы обозначались индексом K100P, а фургоны — K100C.
Midget II дебютировал в 1993 году на Токийском автосалоне. Автомобили выпускались в одно- или полутораместной конфигурации, с 3-ступенчатой автоматической или 4-ступенчатой механической трансмиссией. Версии EFI имеют удлинённый передний бампер, другой дизайн задних фонарей, рукоятку кривошипа пассажирского стекла на пикапе в стандартной комплектации, а также рулевое колесо от S200P/S210P Hijet.